# فرانك كالفرت
فرانك كالفرت (بالإنجليزية: Frank Calvert)‏ هو كاريكاتيري أمريكي، ولد في 1876، وتوفي في 1920 في أوروفيل في الولايات المتحدة.